# Sistema mondiale di trasmissione senza fili

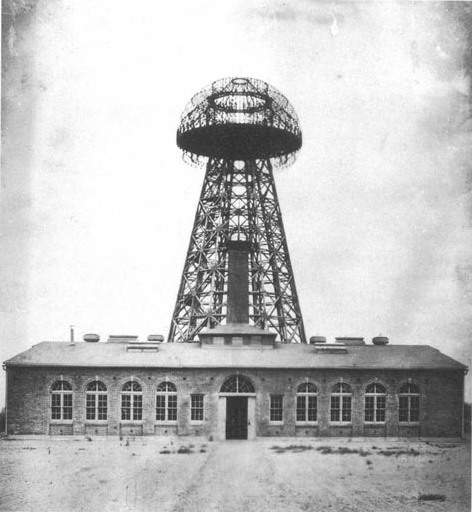
La Wardenclyffe Tower, Long Island

Il sistema mondiale di trasmissione senza fili (in inglese World Wireless System) fu un rivoluzionario sistema di telecomunicazione e di erogazione di energia elettrica proposto dall'inventore Nikola Tesla agli albori del XX secolo, basato su alcune sue teorie riguardo ad un possibile utilizzo della Terra e della sua atmosfera (in particolare della ionosfera) come conduttori elettrici. Secondo lo scienziato tale sistema consentirebbe la trasmissione di energia elettrica senza fili su scala globale, analogamente a quanto avviene nelle telecomunicazioni wireless e nella radiodiffusione.
A partire dalla metà degli anni '90 dell'Ottocento Tesla citò, in diverse dichiarazioni pubbliche, due metodi correlati per raggiungere tale obiettivo. Nel 1900 ottenne dal banchiere J. P. Morgan un cospicuo finanziamento per la costruzione di una stazione wireless a Long Island (la Wardenclyffe Tower) che già nei suoi progetti di allora avrebbe dovuto trasmettere messaggi attraverso l'Atlantico all'Inghilterra o alle navi in mare, nonché energia elettrica a distanza e senza fili sotto forma di onde elettromagnetiche.
In questo periodo Tesla depositò numerosi brevetti associati alle funzioni di base del suo sistema, compresa la progettazione del trasformatore, i metodi di trasmissione, i circuiti di sintonia, e i metodi di segnalazione. Inoltre redasse un piano per costruire una trentina di stazioni di telecomunicazioni nello stile del prototipo costruito a Wardenclyffe, da posizionare in tutto il mondo così da esser collegate ai sistemi telefonici e telegrafici già esistenti.

## Storia
Già nel 1900 Nikola Tesla annunciò l'invenzione di un «sistema mondiale di trasmissione senza fili» (World Wireless System) che avrebbe sfruttato il trasmettitore di ingrandimento insieme ad altre sue invenzioni per la creazione di una rete mondiale di energia libera e senza fili:
Questi esempi vengono semplicemente citati per dare un'idea delle incredibili possibilità di questo grande progresso scientifico, che annulla le distanze e che rende il conduttore naturale perfetto, cioè la Terra, disponibile per tutti gli innumerevoli impieghi che l'ingegno dell'uomo ha finora delegato alle linee elettriche. Un risultato di portata immensa in questo ambito è che un qualsiasi dispositivo in grado di operare mediante uno o più fili (a una distanza ovviamente ridotta) può allo stesso modo venire impiegato senza tali conduttori artificiali e, con la medesima portata e accuratezza, a distanze alle quali non vi saranno più limiti, oltre a quelli imposti dalle dimensioni fisiche della Terra. Quindi non solo si apriranno campi completamente nuovi grazie allo sfruttamento commerciale di questo ideale metodo di trasmissione, ma saranno notevolmente ampliati quelli vecchi.»
Il sistema mondiale di trasmissione senza fili progettato da Tesla era basato sullo sfruttamento delle seguenti «importanti invenzioni e scoperte»:
- il trasformatore di Tesla
- il trasmettitore d'ingrandimento
- il sistema senza fili di Tesla
- l'arte dell'individualizzazione
- le onde stazionarie terrestri.[3]

L'ambizioso progetto dello scienziato serbo tuttavia non fu mai portato a termine: la stessa torre di Wardenclyffe fu abbandonata al degrado già nel 1905 per mancanza di finanziamenti. Il grande magnate J.P. Morgan decise per la fine del progetto quando intuì che una fonte di energia illimitata violava i principi della termodinamica.